# 锯嘴鹪鹩属
锯嘴鹪鹩属（学名：Odontorchilus）是鹪鹩科下的一个属。

## 下属物种
本属包括以下物种：
- 灰背锯嘴鹪鹩 Odontorchilus branickii (Taczanowski & Berlepsch, 1885)
- 锯嘴鹪鹩 Odontorchilus cinereus (Pelzeln, 1868)